# Ryan Tedder
Ryan Benjamin Tedder (n. 26 iunie 1979, în Tulsa, Oklahoma) este un cântăreț, cantautor, producător muzical și ocazional actor american. El este cunosctu mai ales ca lider al formației pop rock americane OneRepublic, din care face parte încă din 2002.

## Carieră

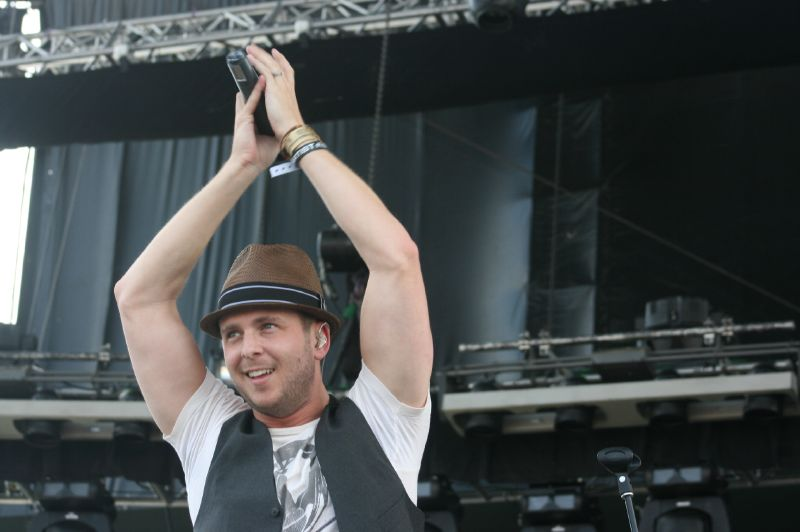
Ryan Tedder

De-a lungul anilor a compus foarte multe cântece, dar în anul 2007 s-a remarcat cu melodia "Apologize", care a fost lansata de trupa din care facea parte.
A scris cântece pentru Leona Lewis, Dima Bilan, Alexandra Burke, Backstreet Boys, AJ McLean Chris Cornell, Ashley Tisdale, Ludacris, Lupe Fiasco, Far East Movement , Paula DeAnda, Hilary Duff, Timbaland, Bubba Sparxxx, Shayne Ward, Tupac, Lemar, Esmee Denters, Clay Aiken, t.A.T.u., Jennifer Hudson, Menudo, Ashanti, Natasha Bedingfield, Whitney Houston, Westlife, Charice, Sugababes, Rihanna, Daughtry, Mario, DJ Tiesto.